# Anafi
Anafi (tiếng Hy Lạp: Ανάφη) là một hòn đảo và cộng đồng dân cư thuộc Cyclades, Hy Lạp. Năm 2011, nó có dân số 271. Diện tích đất của đảo là 40,370 kilômét vuông (15,587 dặm vuông Anh). Nó nằm ở phía đông đảo Thíra (Santorini). Anafi là một phần của đơn vị khu vực Thira.